# Bilal
Bilal Sayeed Oliver (n. Filadelfia, Pensilvania; 23 de agosto de 1979), más conocido como Bilal, es un cantante de neo soul estadounidense. Fue uno de los componentes del colectivo musical Soulquarians, hasta que en 2001 debutó con su primer álbum solista.

## Biografía
En su infancia comenzó a estudiar en el «Mannes Music Conservatory» de Nueva York, donde captó toda la influencia del jazz. Durante esta época llegó incluso a cantar ópera y repertorio clásico hasta en siete idiomas. En 1995, cuando se encontraba en una barbería de Filadelfia, conoció a los hermanos Faulu Mtume y Damu Mtmue, los cuales convencerían a Bilal para entrar en el comercio de la música. Desde ese año empezó a trabajar con artistas como Erykah Badu, Jill Scott, Common, The Roots o Talib Kweli. En 2001 consiguió grabar su primer álbum, «1st Born Second», del que se extrajeron los sencillos «Fast Lane» (junto a Dr. Dre y Jadakiss), «Love it» y «Soul sista». En 2006 ha versionado el tema «High & Dry» para el álbum tributo a Radiohead. 

## Discografía

### Álbumes de estudio
| Año  | Título                  | Discográfica             |
| ---- | ----------------------- | ------------------------ |
| 2001 | 1st Born Second         | Interscope               |
| 2005 | Love for Sale (inédito) | Interscope               |
| 2010 | Airtight's Revenge      | Plug Research            |
| 2013 | A Love Surreal          | eOne                     |
| 2015 | In Another Life         | eOne/Purpose Music Group |

### Mixtapes
- The Return of Mr. Wonderful (2007)
- The Restrospection (2012)

### Sencillos
- Love It; No. 61 R&B
- Soul Sista; No. 71 US, No. 18 R&B
- Fast Lane; No. 41 R&B
- Restart
- Little One
- Levels
- Back To Love
- West Side Girl

- Datos: Q860283
- Multimedia: Bilal (vocalist) / Q860283